# Guido Calcagnini
Pour les articles homonymes, voir Calcagnini.
Guido Calcagnini (né le 25 septembre 1725 à Ferrare en Émilie-Romagne, et mort le 27 août 1807 à Osimo) est un cardinal italien du XVIIIe siècle et du début du XIXe siècle .

## Biographie
Guido Calcagnini est nommé archevêque titulaire de Tarse en 1765 et est nonce apostolique dans le royaume de Naples. En 1776 il est nommé comme archevêque à titre personnel d'Osimo et Cingoli.
Le pape Pie VI le crée cardinal lors du consistoire du 20 mai 1776. Calcagnini participe au conclave de 1799-1800, lors duquel Pie VII est élu pape.